# No Problem (Sonny Rollins)
No Problem è un album in studio del sassofonista jazz statunitense Sonny Rollins, pubblicato nel 1981.

## Tracce
1. No Problem (Sonny Rollins) - 7:40
2. Here You Come Again (Barry Mann, Cynthia Weil) - 5:32
3. Jo Jo (Bobby Hutcherson) - 5:05
4. Coconut Bread (Rollins) - 4:22
5. Penny Saved (Bobby Broom) - 5:44
6. Illusions (Frederick Hollander) - 2:17
7. Joyous Lake (Rollins) - 5:32

## Formazione
- Sonny Rollins – sassofono tenore
- Bobby Hutcherson – vibrafono
- Bobby Broom – chitarra
- Bob Cranshaw – basso
- Tony Williams – batteria